# Victoria Spivey
Victoria Spivey (Houston, 1906. október 15. – New York, 1976. október 3.) amerikai bluesénekesnő, dalszerző.
| Victoria Spivey                           | Victoria Spivey                           |
| Kattints az alábbi külső linkek egyikére! | Kattints az alábbi külső linkek egyikére! |
| ----------------------------------------- | ----------------------------------------- |
| Nem található szabad kép.(?)              |                                           |
| külső link · jogvédett                    | Victoria Spivey                           |

## Pályafutása
Victoria Regina Spivey (akit szerettek Queen Victoriának nevezni) amerikai bluesénekesnő, dalszerző volt. 40 éves karrieje során Louis Armstronggal, King Oliverel, Clarence Williamsszel, Luis Russellel, Lonnie Johnsonnal és Bob Dylannel is dolgozott.
Spivey az 1920-as években egyike volt azoknak a bluesénekesnőknek, akik a klasszikus blueskorszakon túl is folytatni tudták pályafutását. Amellett, hogy színpadi előadó és tehetséges szövegíró volt, agyafúrt üzletasszony is volt. Így még még évtizedeken át turnézott és lemezeket készítített azután is, hogy az 1920-as évek szinte összes klasszikus bluesénekese eltűnt a színről. Habár bluesénekesként tehetsége nem volt összevethető a ragyogó Bessie Smith-ével vagy Ida Coxéval, Spivey hangjában kevesebb volt a mind a kifinomultság, mind a hangterjedelem, de „nyögdécselő” előadása a blues fájdalmasságát mélyen őszintévé tette. És Spivey írta a klasszikus blues korszak legmeghatóbb, legközvetlenebb  dalait.

## Albumok
- 1961: Woman Blues!
- 1961: Songs We Taught Your Mother and Lucille Hegamin, Alberta Hunter
- 1962: Victoria Spivey and Her Blues
- 1962: A Basket of Blues
- 1963: Three Kings and the Queen
- 1965: The Queen and Her Knights
- 1965: Spivey's Blues Parade
- 1972: Victoria Spivey and Her Blues, Vol. 2
- 1990: Victoria Spivey & the Easy Riders Jazz Band
- 1995: American Folk Blues Festival: 1962-1965 (Joe Williams, Lonnie Johnson, Otis Spann, Willie Dixon, Matt „Guitar” Murphy, Memphis Slim)
- 1996: Grind it ! The Ann Arbor Blues Festival Vol.3
- 2000: Complete Recorded Works, Vol. 1 (1926-1927)
- 2000: Complete Recorded Works, Vol. 2 (1927-1929)
- 2000: Complete Recorded Works, Vol. 3 (1929-1936)
- 2000: Complete Recorded Works, Vol. 4 (1936-1937)
- 2001: The Essential Classic Blues
- 2003: Queen Victoria 1927–1937
- 2004: The Legend Ida Cox
- 2006: Dope Head Blues
- 2006: Idle Hours and Lonnie Johnson
- 2006:(?) Blues Is Life

## Díjak
- Blues Hall of Fame